# 62190 Augusthorch
62190 Augusthorch è un asteroide della fascia principale. Scoperto nel 2000, presenta un'orbita caratterizzata da un semiasse maggiore pari a 2,5689449 UA e da un'eccentricità di 0,2927503, inclinata di 5,95512° rispetto all'eclittica.